# SYNOP
O SYNOP, acrónimo de "Surface Synoptic Observations" (que pode ser traduzido em língua portuguesa como "Observações Sinóticas à Superfície"), é um código numérico (designado por FM-12 pela Organização Meteorológica Mundial) utilizado para a notificação de observações meteorológicas feitas por estações meteorológicas de superfície e automáticas.
Os relatórios SYNOP são normalmente enviados a cada seis horas por ondas curtas usando equipamento de RTTY. Um relatório é composto por grupos de números (e barras, caso não haja dados disponíveis) descrevendo informações meteorológicas gerais, tais como a temperatura, a pressão atmosférica e a visibilidade em uma estação meteorológica. 

## Formato da mensagem
Abaixo ilustra-se a estrutura geral de uma mensagem SYNOP. Os números mostrados são fixos (indicadores de grupo), substituindo-se os "x"s por números que contem os dados meteorológicos, mais informações sobre a posição da estação (direcção e velocidade, se aplicável). 
```
99xxx xxxxx xxxxx xxxxx xxxxx xxxxx 00xxx 1xxxx 2xxxx 3xxxx 4xxxx 5xxxx 
6xxxx 7xxxx 8xxxx 9xxxx 222xx 0xxxx 1xxxx 2xxxx 3xxxx 4xxxx 5xxxx 6xxxx 
70xxx 8xxxx 
333 0xxxx 1xxxx 2xxxx 3xxxx 4xxxx 5xxxx xxxxx 6xxxx 7xxxx 8xxxx 9xxxx 
```

### Exemplo
Relatório SYNOP da Estação do Aeroporto Internacional General Bartolomé de la Colina, na Argentina, do dia 25 de outubro de 2007, Hora 03 UTC.
```
AAXX 25034 87692 42960 02313 10146 20132 30061 40086 57025
```

Codificações:
- 25034
  - 25 dia do mês.
  - 03 hora UTC.
  - 4 a velocidade do vento obtida pelo anemómetro em nós.

- 87692
  - 87 n° da região geográfica da estação (Argentina).
  - 692 n° da estação do Aeroporto Internacional General Bartolomé de la Colina.

- 42960
  - 4 não há a presença de fenómeno significativo no ambiente.
  - 2 estação dotada de pessoal, sem fenómeno significativo.
  - 9 altura, acima do solo da estação, da nuvem mais baixa observada. Não há a presença de nuvens baixas.
  - 60 visibilidade. Onde 60 = 10 km.

- 02313
  - 0 cobertura de nuvens total. 0 = 0 oitavos de nuvem, céu limpo.
  - 23 direção do vento. Onde 23 = SO.
  - 13 velocidade do vento em nós. Onde 13kn = 24 km/h.

- 10146
  - 1' n° fixo.
  - 0 temperatura positiva, acima de 0° C
  - 146 temperatura observada do ar. Onde 146 = 14,6 °C

- 20132
  - 2' n° fixo.
  - 0 temperatura positiva, acima de 0° C
  - 132 temperatura observada do ponto de orvalho. Onde 132 = 13,2 °C

- 30061
  - 3 n° fixo.
  - 0061' pressão atmosférica ao nível da estação. Onde 0061 = 1.006,1 hPa.

- 40086
  - 4 n° fixo.
  - 0086 pressão atmosférica ao nível do mar. Onde 0086 = 1.008,6 hPa.

- 57025
  - 5 n° fixo.
  - 7 tendência da pressão atmosférica. Onde 7 = em baixa.
  - 025 valor da variação atmosférica no período de três horas.